# Centrale di cogenerazione di Bolgiano

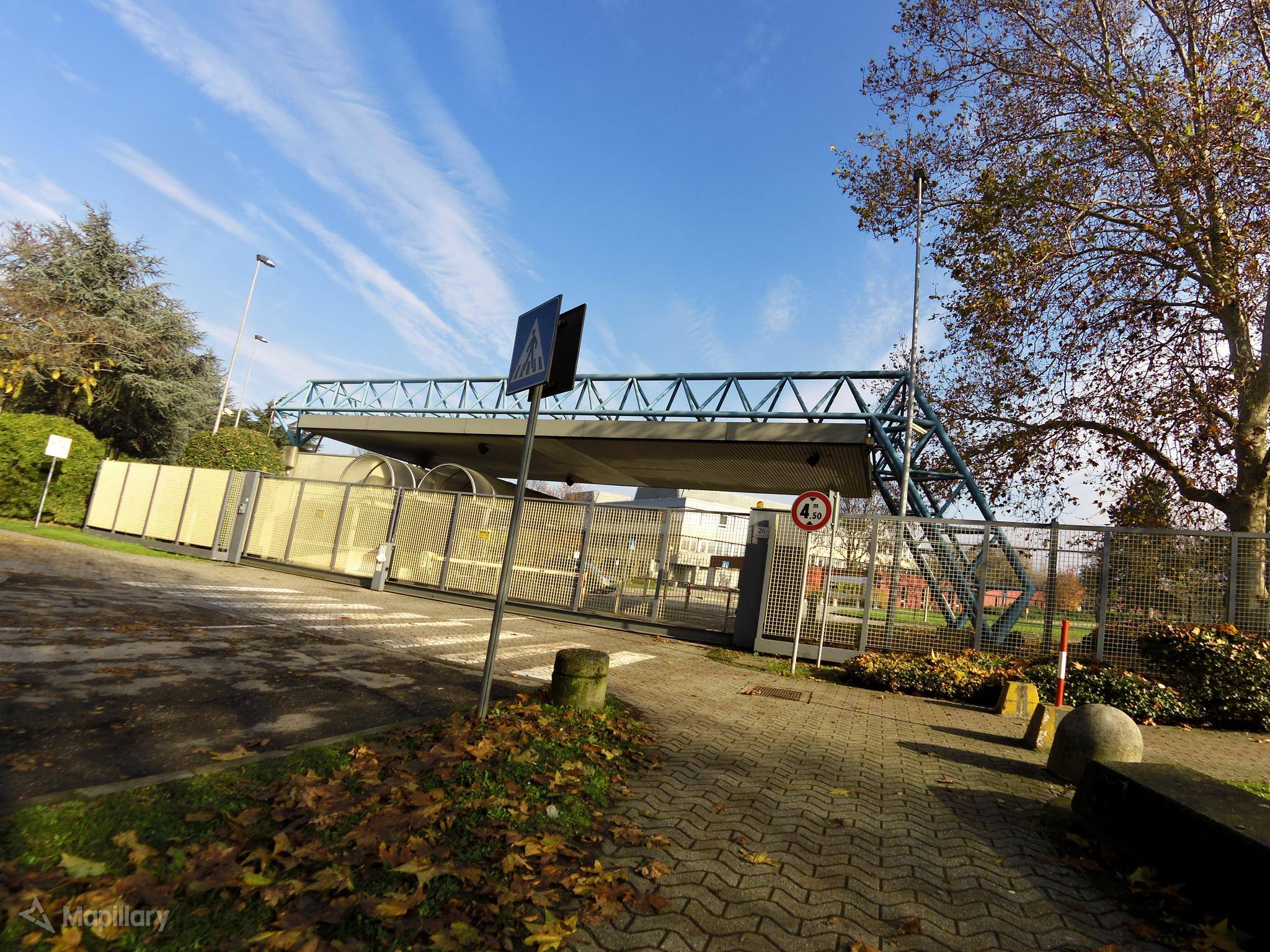
Centro di Cogenerazione di Bolgiano - Ingresso 2018

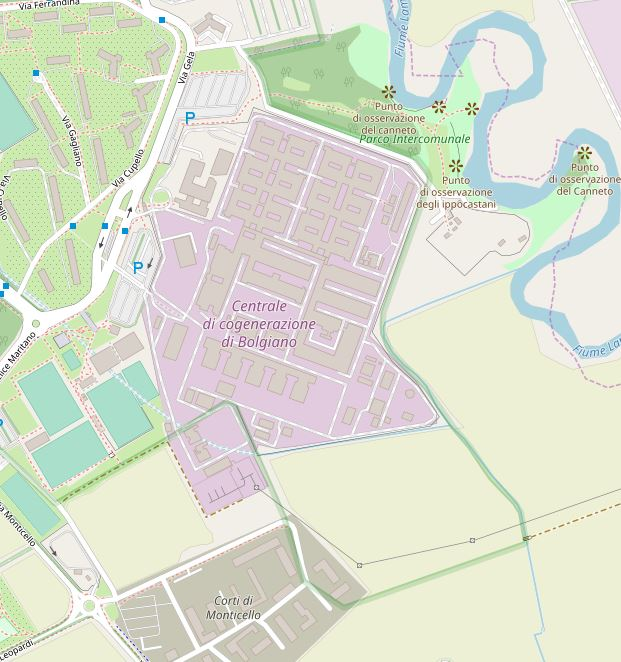
Centro di Cogenerazione di Bolgiano - Mappa OpenStreetMap

La centrale di cogenerazione di Bolgiano è una centrale di cogenerazione a gas di San Donato Milanese nata negli anni '80 e gestita da EniPower.
Ha una rete di distribuzione di 52 chilometri nel quartiere di Metanopoli a cui fornisce un servizio di teleriscaldamento.
La centrale è composta da 4 turbine da 10MW ciascuno, e la cogenerazione avviene con la produzione di energia elettrica ed energia termica

## Storia
Nacque negli anni '80 per sostituire 3 impianti termici degli anni '60. Era composta da due turbine a gas a ciclo rigenerativo da 10MW.
Fu ampliata nel 1992 con due ulteriori turbine a gas della stessa potenza.

## Dati
Dati relativi alla produzione di energia elettrica e termica:
- Energia elettrica prodotta: 126.121 MWh produzione netta di centrale
- Tensione: 13,5/15 kV,
- Estensione rete elettrica:10 Km di estensione della rete elettrica, 5 nodi di distribuzione e 36 cabine elettriche MT/BT
- Energia termica prodotta: 211.167 MWht
- Energia termica distribuita: 193.889 MWht (65% in inverno per riscaldamento, 35% in estate per raffrescamento)
- Estensione rete termica 52 chilometri
- Efficienza elettrica netta: circa 30%
- Acqua potabile: 1.904.138 m³/anno di acqua potabile
- Estensione della rete idrica: 37 km
- Acqua non potabile: 5.666.734 m³/anno di acqua non potabile
- Estensione della rete: 11 km con 8 pozzi